# Liste der Lokomotiven und Triebwagen der kkStB
Diese Liste bietet eine Übersicht über die Lokomotiven und Triebwagen der k.k. österreichischen Staatseisenbahnen (kkStB).

## Dampflokomotiven

### Schnell- und Personenzuglokomotiven
| Schnell- und Personenzuglokomotiven              | Schnell- und Personenzuglokomotiven        | Schnell- und Personenzuglokomotiven                                      | Schnell- und Personenzuglokomotiven | Schnell- und Personenzuglokomotiven | Schnell- und Personenzuglokomotiven     | Schnell- und Personenzuglokomotiven                                                                                       | Schnell- und Personenzuglokomotiven                                             | Schnell- und Personenzuglokomotiven                             |
| kkStB-Bez.                                       | Herkunft                                   | Nummer                                                                   | Erster Name                         | Bauart                              | Baujahr                                 | Hersteller | Verbleib                                                                        | Bemerkungen                                                     |
| ------------------------------------------------ | ------------------------------------------ | ------------------------------------------------------------------------ | ----------------------------------- | ----------------------------------- | --------------------------------------- | --- | ------------------------------------------------------------------------------- | --------------------------------------------------------------- |
| 1.01–08 1.09–13 1.14–23 1.24–28                  | KRB I Tarvis–Pontafeler Bahn KEB LCJE IIIe | 57–71 201–209 2", 51", 251–257, 67" (267) 123–127                        | GRIMMING VOGELBACH LINZ BURZA       | 2'B n2                              | 1877 1879 1882–1883 1883                | Wr. Neustadt Wr. Neustadt Wr. Neustadt, Floridsdorf Wr. Neustadt                                                          | BBÖ 1                                                                           | teilw. Umbau in kkStB 2                                         |
| 201.01                                           | ÖNWB Ia                                    | 81                                                                       | RITTINGER                           | 2'B n2                              | 1873                                    | Wr. Neustadt |                                                                                 | 1910 an eine ungarische Werkbahn verkauft                       |
| 301.01–09 301.10–17                              | ÖNWB Ic ÖNWB Id                            | 84–92 93–100                                                             |                                     | 2'B n2                              | 1881 1884                               | Wr. Neustadt StEG | ČSD 252.0                                                                       |                                                                 |
| 401.01                                           | ÖNWB Ib                                    | 82–83                                                                    | FOUCAULT                            | 2'B n2                              | 1874                                    | Floridsdorf |                                                                                 |                                                                 |
| 2.01–29 2.30–41 2.42–60                          | KRB/KEB Galizische Transversalbahn         | 4", 9", 37", 268–276, 296–312 1153–1164                                  | ST. PÖLTEN                          | 2'B n2                              | 1884–1885 1885 1893–1910 (Umbau)        | Wr. Neustadt, StEG Wr. Neustadt                                                                                           | BBÖ 2, ČSD 254.0, PKP Od12, …                                                   | Umbau aus kkStB 1                                               |
| 102.01–06 102.07–19 102.20–24                    | ÖNWB XIIa ÖNWB XIIc ÖNWB XIIb              | 661–666 667–674, 681–685 676–680                                         |                                     | 2'B n2                              | 1891 1895–1896 1892                     | Floridsdorf | ČSD 254.1                                                                       |                                                                 |
| 3.01–13 3.21–23                                  | KFJB MSCB IIe                              | 201–213 27–29                                                            |                                     | 2'B n2                              | 1879–1880 1892                          | Wr. Neustadt Floridsdorf                                                                                                  |                                                                                 | Umbau in kkStB 4.181–193 Umzeichnung in kkStB 103.21–23         |
| 103.01–08 103.21–23                              | Böhmische Nordbahn IIa MSCB IIe            | 13–20 27–29                                                              |                                     | 2'B n2                              | 1889–1899 1892                          | Floridsdorf, Wr. Neustadt Floridsdorf                                                                                     | ČSD 253.0 ČSD                                                                   | Umzeichnung aus kkStB 3.21–23                                   |
| 4.01–180 4.181–193 4.194–195 4.196–199 4.201–214 | LCJE BWB A                                 | 50–53                                                                    | GERSTNER                            | 2'B n2                              | 1885–1896 1879–1880 1896 1890 1896–1897 | Wr. Neustadt, Floridsdorf, Krauss/Linz, StEG Wr. Neustadt Wr. Neustadt Wr. Neustadt StEG, Wr. Neustadt                    | BBÖ 4, ČSD 254.2, PKP Od13, FS 543, …                                           | Umbau aus kkStB 3.01–13 Umzeichnung aus 104.01–14               |
| 104.01–41                                        | KFNB IIc                                   | 184–224                                                                  | BRUNA                               | 2'B n2                              | 1884–1893                               | Wr. Neustadt, Krauss/Linz, Floridsdorf                                                                                    | ČSD 264.6, PKP Od14                                                             |                                                                 |
| 5.01–26                                          | StEG 23.0                                  | 23.01–26                                                                 |                                     | 1B1 n2                              | 1883–1885                               | StEG, Hanomag | BBÖ 5, GySEV 201–206                                                            |                                                                 |
| 105.01–02                                        | StEG 23.5                                  | 23.51–52                                                                 |                                     | 1B1 n2                              | 1888                                    | StEG | BBÖ 105                                                                         |                                                                 |
| 205.01–30                                        | StEG 24                                    | 24.01–30                                                                 |                                     | 1B1 n2                              | 1886–1896                               | StEG | ČSD 254.3                                                                       |                                                                 |
| 6.01–68                                          |                                            |                                                                          |                                     | 2'B n2v                             | 1894–1898                               | Floridsdorf, Wr. Neustadt, StEG                                                                                           | BBÖ 6, ČSD 264.0, PKP Pd12                                                      |                                                                 |
| 106.01–99                                        |                                            |                                                                          |                                     | 2'B n2v                             | 1898–1902                               | StEG, Floridsdorf, Wr. Neustadt                                                                                           | BBÖ 106, ČSD 264.1, PKP Pd13, FS 554                                            |                                                                 |
| 206.01–70                                        |                                            |                                                                          |                                     | 2'B n2v                             | 1903–1907                               | Wr. Neustadt, BMMF, Floridsdorf, StEG                                                                                     | BBÖ 206, ČSD 265.0, PKP Pd14, JDŽ 111                                           |                                                                 |
| 306.01–03                                        |                                            |                                                                          |                                     | 2'B h2v                             | 1908                                    | StEG | BBÖ 306                                                                         |                                                                 |
| 406.01–16                                        | StEG 26                                    | 2601–2616                                                                |                                     | 2'B n2                              | 1900–1902                               | StEG | ČSD 264.2, MÁV 227                                                              |                                                                 |
| 506.01                                           | StEG 25                                    | 2501                                                                     |                                     | 2'B n3v                             | 1897                                    | StEG | ČSD 264.3                                                                       |                                                                 |
| 7.01–08                                          | KEB                                        | 6, 7, 13, 29, 30, 39, 46, 207                                            | TRAISEN                             | 1B n2                               | 1879–1880                               | StEG | BBÖ 7                                                                           |                                                                 |
| 107.21–26                                        | CLB IIg                                    | 9", 13", 16", 17", 19", 34"                                              |                                     | 1B n2                               | 1885                                    | StEG | PKP                                                                             | Umzeichnung aus kkStB 7.21–26                                   |
| 207.01–08                                        | KFNB IIb 3                                 | 176–183                                                                  | LEOPOLDAU                           | 1B n2                               | 1885                                    | StEG | BBÖ 207, PKP                                                                    |                                                                 |
| 307.01                                           | KFNB IIb 2                                 | 90                                                                       | MINOS                               | 1B n2                               | 1873                                    | Floridsdorf |                                                                                 | 1883 Umbau aus 1A1 n2 KFNB Ib                                   |
| 407.01                                           | KFNB IIb 1                                 | 79                                                                       | KOMET                               | 1B n2                               | 1862                                    | Sigl/Wien |                                                                                 | 1882–1883 Umbau aus 1A1 n2 KFNB Ia                              |
| 108.01–25                                        |                                            |                                                                          |                                     | 2'B1' n4v                           | 1901–1910                               | BMMF, Wr. Neustadt, StEG                                                                                                  | BBÖ 108, ČSD 275.0                                                              |                                                                 |
| 208.01–08                                        | ÖNWB XVIb                                  | 701–708                                                                  |                                     | 2'B1' n2v                           | 1901                                    | StEG | ČSD 264.4                                                                       |                                                                 |
| 308.01–45                                        | KFNB IId                                   | 225–269                                                                  |                                     | 2'B1 n2                             | 1895–1907                               | Wr. Neustadt | BBÖ 308, ČSD 274.0, PKP Pf12                                                    | 1913–1916 drei Loks in 2C kkStB 227 umgebaut                    |
| 308.500–511                                      | KFNB IId                                   | 270–281                                                                  |                                     | 2'B1 n2                             | 1908                                    | Wr. Neustadt | BBÖ 308                                                                         |                                                                 |
| 9.01–38                                          |                                            |                                                                          |                                     | 2'C n2v                             | 1898–1903                               | StEG, Floridsdorf, BMMF                                                                                                   | BBÖ 9                                                                           |                                                                 |
| 109.01–14                                        | StEG 36.5                                  | 3651–3664                                                                |                                     | 2'C n4v                             | 1902–1904                               | StEG | BBÖ 109                                                                         |                                                                 |
| 209.01–04                                        | ÖNWB XIX                                   | 776–779                                                                  |                                     | 2'C n4v                             | 1904                                    | StEG | ČSD 354.2                                                                       | später Umbau in ČSD 364.2                                       |
| 309.01–04                                        | ÖNWB XVIII                                 | 751–754                                                                  |                                     | 2'C n3v                             | 1904                                    | StEG | ČSD 354.3                                                                       | später Umbau in ČSD 364.2                                       |
| 10.01–19                                         |                                            |                                                                          |                                     | 1'C1' h4v                           | 1909–1910                               | StEG, Wr. Neustadt, BMMF                                                                                                  | BBÖ 10, ÖBB 15                                                                  |                                                                 |
| 110.01–12, 15–18                                 |                                            |                                                                          |                                     | 1'C1' n4v                           | 1905–1907                               | Floridsdorf | BBÖ 110                                                                         |                                                                 |
| 110.500–518                                      |                                            |                                                                          |                                     | 1'C1' t4v                           | 1906–1909                               | Floridsdorf, Wr. Neustadt                                                                                                 | BBÖ 110.5                                                                       |                                                                 |
| 210.01–11                                        |                                            |                                                                          |                                     | 1'C2' t4v                           | 1908                                    | Floridsdorf, BMMF | PKP Pn11                                                                        | ex 210.05 (Pn11-4) nach 1945 SŽD Пн11-4                         |
| 310.01–90                                        |                                            |                                                                          |                                     | 1'C2' h4v                           | 1911–1916                               | Floridsdorf, Wr. Neustadt, BMMF, StEG, Breitfeld & Danek                                                                  | BBÖ 310, ČSD 375.0, PKP Pn12, ÖBB 16                                            |                                                                 |
| 310.300–306 (309)                                |                                            |                                                                          |                                     | 1'C2' h4v                           | 1918                                    | Floridsdorf | BBÖ 310.3, Preußische S 11, PKP Pn12                                            | mit Brotankessel                                                |
| 910.01–22                                        |                                            |                                                                          |                                     | 1'C1' h2                            | 1916–1918                               | Floridsdorf | ČSD 364.0                                                                       |                                                                 |
| 11.01–05 11.11–29                                | ÖNWB XIVa ÖNWB XIVb                        | 601–605 611–629                                                          |                                     | 2'C n2 2'C n2v                      | 1896–1900 1896–1909                     | StEG | ČSD 354.4                                                                       |                                                                 |
| 111.01–08                                        | KFNB IIa                                   | 1001–1008                                                                |                                     | 2'C h2                              | 1907                                    | Wr. Neustadt | ČSD 365.1                                                                       |                                                                 |
| 211.01–10                                        | StEG 36.0                                  | 3601–3610                                                                |                                     | 2'C h2                              | 1908                                    | StEG | ČSD 363.0, MÁV 329                                                              |                                                                 |
| 12.01–37                                         | KEB I                                      | 1–48, 81–86                                                              | WIEN                                | 1B n2                               | 1858–1863                               | Wr. Neustadt, StEG, Sigl/Wien, Werkstätte der KEB                                                                         |                                                                                 |                                                                 |
| 112.01–02                                        |                                            |                                                                          |                                     | 1A1 n2vt                            | 1907                                    | Krauss/Linz | BBÖ 112                                                                         |                                                                 |
| 13.01–06                                         |                                            |                                                                          |                                     |                                     |                                         | |                                                                                 | siehe kkStB 20                                                  |
| 14.01–27                                         | StEG 22                                    | 2201–2256                                                                |                                     | B3' n2st                            | 1857–1872                               | Cockerill/Seraing, StEG                                                                                                   |                                                                                 |                                                                 |
| 15.01–06 15.07–12                                | ÖNWB IIb ÖNWB IIc                          | 1", 2", 4", 7", 9", 12" 3", 5", 6", 8", 10", 11"                         | AUSTRIA LIEBENAU                    | 2'B n2                              | 1883 1887                               | Floridsdorf Wr. Neustadt                                                                                                  | BBÖ 15                                                                          |                                                                 |
| 16.01–02 16.03–30 16.31–46                       | MSCB ÖNWB IIIa ÖNWB IIIb                   | 25–26 13–42 43–58                                                        | STEPHENSON PAMBOUR                  | 2'B n2                              | 1874 1870–1871 1873                     | Floridsdorf Wr. Neustadt Floridsdorf                                                                                      | ČSD 232.0, PKP                                                                  |                                                                 |
| 17.01–08                                         | CLB IIf                                    | 10–12, 28–29, 31, 36, 39                                                 |                                     | 1B n2                               | 1884                                    | Hartmann/Chemnitz | ČSD 244.0                                                                       |                                                                 |
| 18.01–13 18.21–34, 41–44 18.51–61                | LCJE IIIa,b CLB IIa,b,c BWB I              | IIIa 18–27; IIIb 46–48 IIa 9–15, 30–42; IIb 16–27; IIc 5–8 1–3, 9–15, 26 | PIORUN MEDYKA PRAG                  | 1B n2                               | 1866–1870 1859–1868 1861–1864           | StEG, Sigl, Neilson & Co./Glasgow Wr. Neustadt, Sigl/Wien, Sigl/Wr. Neustadt Sigl/Wien, Sigl/Wr. Neustadt, Maffei/München |                                                                                 |                                                                 |
| 19.01–03 19.04–07 19.08–11                       | EUGE II UWB II LCJE IIId                   | 8″, 9″, 21″ 4–6, 8 128–131                                               | LOT                                 | 1B n2                               | 1874 1871–1872 1873                     | Sigl/Wr. Neustadt | BBÖ 19, PKP Oc13                                                                | baugleich MÁV II / MÁV 238                                      |
| 20.01–06 20.11–16                                | EPPK                                       | 7–12 1–6                                                                 |                                     | 1B n2                               | 1876 1873                               | Wr. Neustadt Sigl/Wien | ČSD                                                                             |                                                                 |
| 21.01–30                                         | KEB II                                     | 115–132, 154–165                                                         | ISCHL                               | 1B n2                               | 1869–1872                               | StEG, Wr. Neustadt | BBÖ 21                                                                          |                                                                 |
| 121.01–49                                        | KFNB IIIb 1,2                              | 110–161                                                                  | NORDSTERN                           | 1B n2                               | 1867–1873                               | StEG, Strousberg/Hannover, Wr. Neustadt                                                                                   | BBÖ 121, PKP                                                                    |                                                                 |
| 22.01–04 22.11–19 22.31–40 22.41–48              | KRB I KRB I CLB IId CLB IIe                | 49–55 31–47 1–4, 14, 21–23, 33, 37 15, 18, 20, 25, 26, 30, 35, 40        | EISENERZ LAIBACH LWÓW               | 1B n2                               | 1873 1870 1870–1871 1878, 1882          | Mödling Krauss/München Esslingen Wr. Neustadt                                                                             |                                                                                 | 1905 Umzeichnung in kkStB 122 1905 Umzeichnung in kkStB 122 PKP |
| 122.01–04 122.11–19                              | KRB I KRB I                                | 49–55 31–47                                                              | EISENERZ LAIBACH                    | 1B n2                               | 1873 1870                               | Mödling Krauss/München | BBÖ 122                                                                         | 1905 Umzeichnung aus kkStB 22                                   |
| 23.01–09                                         | Vorarlberger Bahn                          | 1–6, 7″–9″                                                               | BREGENZ                             | 1B n2                               | 1872, 1876                              | Krauss/München, StEG | BBÖ 23, FS 121                                                                  |                                                                 |
| 123.01–05 123.06                                 | BNB I BNB II                               | 7–12 1–6                                                                 |                                     | 1B n2                               | 1867–1868 1865, 1874                    | Wr. Neustadt Georg Sigl/Wien, Mödling                                                                                     | ČSD 232.3                                                                       | ex TKPE 1–4, 16, 17                                             |
| 24.01–32                                         | KFJB                                       | 1–32                                                                     | JOHANN ADOLPH                       | 1B n2                               | 1868–1872                               | Georg Sigl/Wien, Wr. Neustadt                                                                                             | ČSD 233.0, PKP Oc12                                                             |                                                                 |
| 25.01–12                                         | Galizische Transversalbahn                 |                                                                          |                                     | 1B n2                               | 1884                                    | StEG |                                                                                 |                                                                 |
| 26.01–22                                         | KFJB                                       | 33–50, 151–154                                                           |                                     | 1B n2                               | 1873                                    | Georg Sigl/Wien, Floridsdorf                                                                                              | ČSD 233.1                                                                       |                                                                 |
| 27.01–11                                         | KFNB IIIc                                  | 801–811                                                                  |                                     | 2'C n2                              | 1902–1903                               | Wr. Neustadt | ČSD 354.5, MÁV 331, JDŽ 112                                                     |                                                                 |
| 127.01–03                                        | BNB IIb                                    | 131–133                                                                  |                                     | 2'C n2                              | 1903–1904                               | Wr. Neustadt | ČSD 353.0                                                                       |                                                                 |
| 227.12, 36, 38                                   | KFNB IId                                   | 236, 260, 262                                                            |                                     | 2'C n2                              | 1913–1916 (Umbau)                       | |                                                                                 | Umbau aus kkStB 308                                             |
| 28.01–05                                         |                                            |                                                                          |                                     | 1C n2                               | 1884                                    | Krauss/München |                                                                                 |                                                                 |
| 128.01–06                                        | BNB IIc                                    | 181–186                                                                  |                                     | 1C h2                               | 1905–1907                               | BMMF | ČSD 342.0                                                                       |                                                                 |
| 228.01–20                                        | StEG 39                                    | 3901–3920                                                                |                                     | 1C h2                               | 1907                                    | StEG | ČSD 344.0                                                                       |                                                                 |
| 29.01–36                                         |                                            |                                                                          |                                     | 1'C1' h2vt                          | 1912                                    | BMMF, Floridsdorf | BBÖ 29, JDŽ 116, PKP OKl11, ÖBB 175, ČSD 354.0505                               |                                                                 |
| 129.01–17                                        |                                            |                                                                          |                                     | 1'C n2v                             | 1902                                    | Floridsdorf, Wr. Neustadt                                                                                                 |                                                                                 | Umbau in kkStB 229.4                                            |
| 229.01–239                                       |                                            |                                                                          |                                     | 1'C1' n2vt                          | 1904–1918                               | Wr. Neustadt, Floridsdorf, StEG, BMMF, Krauss/Linz                                                                        | BBÖ 229, PKP OKl12, ČSD 354.0, JDŽ 116, FS 912, ÖBB 75, ČSD 354.0501–0503, 0506 |                                                                 |
| 229.401–417                                      |                                            |                                                                          |                                     | 1'C1' n2vt                          | 1902                                    | Floridsdorf, Wr. Neustadt                                                                                                 | BBÖ 229.4, PKP OKl12, ČSD 354.0, JDŽ 116, ÖBB 75, ČSD 354.0504                  | Umbau aus kkStB 129                                             |
| 329.01–93                                        |                                            |                                                                          |                                     | 1'C1' tn2v                          | 1907–1909                               | Floridsdorf, Wr. Neustadt, StEG, BMMF                                                                                     | BBÖ 329, PKP Ol11, ČSD 354.6, JDŽ 107, FS 687                                   |                                                                 |
| 429.01–57                                        |                                            |                                                                          |                                     | 1'C1' h2v                           | 1909–1910                               | StEG, Wr. Neustadt, Floridsdorf                                                                                           | BBÖ 429, PKP Ol12, ČSD 354.7, JDŽ 106, ÖBB 135                                  |                                                                 |
| 429.100–225                                      |                                            |                                                                          |                                     | 1'C1' h2v                           | 1911–1916                               | StEG, BMMF, Floridsdorf, Wr. Neustadt                                                                                     | BBÖ 429.1, PKP Ol12, ČSD 354.7, FS 688, JDŽ 106, MÁV 323,9, ÖBB 35, ÖBB 135     |                                                                 |
| 429.900–999, 1900–1996                           |                                            |                                                                          |                                     | 1'C1' h2                            | 1911–1918                               | Floridsdorf, BMMF, Wr. Neustadt, StEG                                                                                     | BBÖ 429.9, PKP Ol12, ČSD 354.7, FS 688, JDŽ 106, ÖBB 35                         |                                                                 |
| 629.01–25                                        |                                            |                                                                          |                                     | 2'C1' h2t                           | 1917–1918                               | StEG | BBÖ 629, ÖBB 77                                                                 |                                                                 |
| 929.01–15                                        | KRB II                                     | 1–29                                                                     | STEYR                               | C n2                                | 1868–1869                               | Sigl/Wien | BBÖ 929, NÖLB 5                                                                 | 1912 Umzeichnung aus kkStB 29                                   |
| 30.01–99, 101–114                                |                                            |                                                                          |                                     | 1'C1' n2vt                          | 1895–1901                               | Floridsdorf, Wr. Neustadt, StEG                                                                                           | BBÖ 30, GKB 30, ÖBB 90                                                          |                                                                 |

### Güterzuglokomotiven
| Güterzuglokomotiven                                                             | Güterzuglokomotiven                                                                                       | Güterzuglokomotiven                                        | Güterzuglokomotiven          | Güterzuglokomotiven      | Güterzuglokomotiven                                         | Güterzuglokomotiven | Güterzuglokomotiven | Güterzuglokomotiven                                                       |
| kkStB-Bez.                                                                      | Herkunft                                                                                                  | Nummer                                                     | Erster Name                  | Bauart                   | Baujahr                                                     | Hersteller | Verbleib | Bemerkungen                                                               |
| ------------------------------------------------------------------------------- | --- | ---------------------------------------------------------- | ---------------------------- | ------------------------ | ----------------------------------------------------------- | --- | --- | ------------------------------------------------------------------------- |
| 31.01–04 31.01–11 31.11–16                                                      | Vorarlberger Bahn StEG IVf Dniester Bahn                                                                  | 17–20 1001–1053 3–8                                        | LINDAU DROHOBYCZ             | C n2 B n2                | 1872 1877–1880 1872                                         | Krauss/München StEG Krauss/München                                                                                      | BBÖ 31 | 1894 Umzeichnung in kkStB 35.91–94 und 1904 in kkStB 135.91–94 1897–1899† |
| 131.01–27                                                                       | StEG IVf'                                                                                                 | 1054–1080, 3451–3477                                       |                              | C n2                     | 1887–1890                                                   | StEG | ČSD 333.0 |                                                                           |
| 231.01–35                                                                       | StEG IVfn                                                                                                 | 501–518, 3501–3535                                         |                              | C n2                     | 1890–1904                                                   | StEG | BBÖ 231 | 1925–1943 6 Stück an GySEV als 301–306                                    |
| 32.01–12 32.13–24 32.31–91                                                      | Tarnów–Leluchówer Staatsbahn Rakonitz–Protivín StEG                                                       | 1–12 201–212 504–581, 758–859, 3301–3374                   | BIAŁA BERAUN                 | C n2                     | 1875–1876 1866–1873                                         | StEG , Floridsdorf, Wr. Neustadt StEG                                                                                   | BBÖ 32, FS 198 ČSD 311.0 BBÖ 32, ČSD 311.1 |                                                                           |
| 33.01–32                                                                        | KEB | 49–80, 87–89                                               | SCHWANENSTADT                | C n2                     | 1860–1866                                                   | Sigl/Wien, Sigl/Neustadt, StEG, Werkstätte der KEB                                                                      | |                                                                           |
| 133.01–12                                                                       | SNDVB | 13–44                                                      | STARKENBACH                  | C n2                     | 1858–1870                                                   | Hartmann | ČSD 311.2 | von der ÖNWB neubekesselt                                                 |
| 34.01–43                                                                        | KRB | 2–74, 98–108                                               | ST. VALENTIN                 | C n2                     | 1868–1873                                                   | Sigl/Wien, Sigl/Neustadt, Maffei, Mödlinger Lokomotivfabrik                                                             | BBÖ 34, FS 194 |                                                                           |
| 35.01–56 35.57–59                                                               | KFJB ÖNWB                                                                                                 | 51–106 133–135                                             |                              | C n2                     | 1868–1871 1869                                              | Sigl/Wien, Sigl/Neustadt Sigl/Wien                                                                                      | BBÖ 35, ČSD 312.3, FS 195 |                                                                           |
| 135.91–94                                                                       | Vorarlberger Bahn                                                                                         | 17–20                                                      | LINDAU                       | C n2                     | 1872                                                        | Krauss/München | BBÖ 135, FS 196 |                                                                           |
| 36.01–14                                                                        | EPPK | 21–34                                                      |                              | C n2                     | 1872                                                        | Sigl/Wien | ČSD 312.8 |                                                                           |
| 37.01–06                                                                        | Dalmatiner Staatsbahn                                                                                     | 1–6                                                        |                              | C n2                     | 1877                                                        | Wr. Neustadt | JDŽ 121 |                                                                           |
| 38.01–06, 09–97                                                                 | CLB | 50", …                                                     | ZŁOCZÓW                      | C n2                     | 1868–1878                                                   | Wr. Neustadt, StEG, Esslingen                                                                                           | FS 221 |                                                                           |
| 39.01–04                                                                        | EPPK | 35–38                                                      |                              | C n2                     | 1876                                                        | Floridsdorf | ČSD 322.0 |                                                                           |
| 40.01–30 40.51–65 40.70–99                                                      | LCJE IVd CLB IIIa,b,c BWB II,III                                                                          | 1–17, 35–39, … 43–70 4, …                                  | CZERNOWITZ TREMBOWINA KLADNO | C n2                     | 1866–1887 1859–1864 1861–1871                               | Sigl/Neustadt, StEG, Sigl/Wien, Dübs Sigl/Neustadt, Günter/Neustadt, Sigl/Wien Sigl/Neustadt, Maffei/München, Sigl/Wien | ČSD 312.4 |                                                                           |
| 43.01–04                                                                        | KFNB Vd                                                                                                   | 222–225                                                    | MÄHRISCH OSTRAU              | C n2                     | 1863                                                        | Sigl/Neustadt | ČSD 312.5 |                                                                           |
| 45.01–08                                                                        | DBE | 1–8                                                        |                              | C n2                     | 1871                                                        | Köchlin/Mülhausen | ČSD 312.6 |                                                                           |
| 46.01–16 46.17 46.18–25 46.26–28 46.29–36 46.37–43                              | EAB MGB EUGE UWB EUGE LCJE                                                                                | 1–16 11 13–20 43–45 23–26 64–67, 155–157                   | ALBRECHT WIESENBERG BORTNIKI | C n2                     | 1873–1874 1872 1872–1873 1885–1889 1872–1874                | Sigl/Neustadt Sigl/Neustadt Sigl/Neustadt Sigl/Wien, Sigl/Neustadt Wr. Neustadt Sigl/Wien, Sigl/Neustadt                | BBÖ 46 | 1885–1888: kkStB 5501                                                     |
| 47.01–69                                                                        | KEB IV | 90, …                                                      | STRASSBURG                   | C n2                     | 1867–1884                                                   | Sigl, StEG, Wr. Neustadt, Krauss/Linz                                                                                   | BBÖ 47, FS 222, ÖBB 53 |                                                                           |
| 147.01–02 147.03–13 147.14–18                                                   | TKPE III BNB III TKPE IV                                                                                  | 5–10 27–37 11–15                                           |                              | C n2                     | 1865 1867–1868 1872–1873                                    | Sigl/Neustadt Sigl/Wien Sigl/Neustadt                                                                                   | ČSD 322.1 ČSD 322.1 |                                                                           |
| 48.01–23                                                                        | |                                                            |                              | C n2                     | 1885–1888                                                   | Wr. Neustadt, Floridsdorf                                                                                               | BBÖ 48, FS 223, JDŽ 127 |                                                                           |
| 49.01–08                                                                        | MGB | 3–10                                                       | GRULICH                      | C n2                     | 1873                                                        | Floridsdorf, Wr. Neustadt                                                                                               | ČSD 323.0, WLB 62 (64) |                                                                           |
| 149.01–75                                                                       | KFNB Vc1,2                                                                                                | 226, …                                                     | ANGERN                       | C n2                     | 1865–1870                                                   | StEG, Sigl/Neustadt | BBÖ 149, ČSD 311.3 |                                                                           |
| 50.01–25 50.26–28                                                               | PDE KRB IV                                                                                                | 92–96                                                      | BRÜX KAISERBERG              | C n2                     | 1872–1883 1873                                              | Floridsdorf | ČSD 312.0 ČSD 312.0, FS 219 |                                                                           |
| 51.01–120                                                                       | KFNB Vd                                                                                                   | 391–510                                                    | DRÖSING                      | C n2                     | 1871–1889                                                   | StEG, Sigl/Neustadt, Floridsdorf, Wr. Neustadt                                                                          | BBÖ 51, ČSD 312.1, ČSD 313.0 |                                                                           |
| 151.01–55                                                                       | ÖNWB Vb,c,d,e                                                                                             | 38–85, 184–193                                             | GUERICKE                     | C n2                     | 1871–1872                                                   | Hanomag, Schwartzkopff, Floridsdorf                                                                                     | ČSD 312.2 |                                                                           |
| 52.01–10                                                                        | Istrianer Staatsbahn                                                                                      | 101–110                                                    | CANFANARO                    | C n2                     | 1875                                                        | Floridsdorf, Mödlinger Lokomotivfabrik                                                                                  | BBÖ 52 |                                                                           |
| 53.01–26 53.31–63                                                               | DBE BNB V                                                                                                 | 9–34 57–89                                                 |                              | C n2                     | 1872–1882 1871–1901                                         | Sigl/Neustadt, Sigl/Wien, Wr. Neustadt, StEG Sigl/Neustadt, Wr. Neustadt                                                | ČSD 314.0 ČSD 323.1, FS 218 |                                                                           |
| 54.01–40 54.41–49 54.50–63                                                      | Gal.Tr. KRB IV; k.k. Stb. Tarvis–Pontafel MSCB                                                            | 1111–1152 130–142; 200–202 1–14                            | KLACHAU MAX                  | C n2                     | 1884–1885 1873–1879 1872–1873                               | Floridsdorf, Wr. Neustadt, Borsig Floridsdorf                                                                           | FS 217 ČSD 313.1 BBÖ 54, ČSD 313.1 |                                                                           |
| 55.01–20                                                                        | ÖNWB XIa,b                                                                                                | 241–260                                                    |                              | C n2                     | 1889–1899                                                   | Floridsdorf | ČSD 324.0, FS 262 |                                                                           |
| 155.01–18                                                                       | SNDVB XIII                                                                                                | 201–218                                                    |                              | C n2                     | 1891–1896                                                   | StEG | ČSD 314.1, FS 224, JDŽ 127 |                                                                           |
| 56.01–153                                                                       | |                                                            |                              | C n2                     | 1888–1900                                                   | Wr. Neustadt, Floridsdorf, StEG                                                                                         | BBÖ 56, ČSD 324.1, FS 261, JDŽ 127, ÖBB 253 |                                                                           |
| 59.01–193                                                                       | |                                                            |                              | C n2v                    | 1893–1903                                                   | Wr. Neustadt, Floridsdorf, StEG, Krauss/Linz, BMMF                                                                      | BBÖ 59, ČSD 324.2, FS 127, JDŽ 127, PKP Th24, ÖBB 353, JDŽ 121                                                                                    |                                                                           |
| 159.01–04, 11–20                                                                | KFNB Ve                                                                                                   | 511–524                                                    | ADERKLAA                     | C n2v                    | 1890–1891                                                   | Wr. Neustadt | ČSD 334.0 |                                                                           |
| 60.01–297 60.500–521 60.800–802                                                 | |                                                            |                              | 1C n2v 1C t2v 1C h2v     | 1895–1910 1904–1908 1908                                    | Wr. Neustadt, Floridsdorf, StEG, BMMF Floridsdorf, Wr. Neustadt, StEG, BMMF Floridsdorf                                 | BBÖ 60, ČSD 334.1, FS 604, JDŽ 131, PKP Ti12, MÁV 330,3, MPS Ти12, ÖBB 54                                                                         |                                                                           |
| 160.01–46                                                                       | |                                                            |                              | 1C h2v                   | 1909–1910                                                   | Wr. Neustadt, BMMF | FS 605, PKP Ti16, MÁV 330,9, MPS Ти16 |                                                                           |
| 260.01–06 260.11–225                                                            | KFNB VIII                                                                                                 | 531–536 525–530, 537–745                                   |                              | 1C n2 1C n2v             | 1893 1893–1908                                              | Wr. Neustadt Wr. Neustadt, Floridsdorf, StEG, BMMF                                                                      | ČSD 333.1, PKP Ti11 BBÖ 260, ČSD 333.1, JDŽ 130, PKP Ti11, MPS Ти11, ÖBB 154                                                                      |                                                                           |
| 360.01–04 360.11–26 360.100 360.500–501                                         | ÖNWB XVIIa ÖNWB XVIIb ÖNWB XVIId ÖNWB XVIId                                                               | 281–284 261–276 286 287–288                                |                              | 1C n2 1C n2v 1C n2 1C h2 | 1902 1901–1904 1906                                         | Floridsdorf StEG | BBÖ 360, ÖBB 254 BBÖ 360, FS 606, JDŽ 136, ÖBB 354 BBÖ 360                                                                                        |                                                                           |
| 460.01–23                                                                       | ÖNWB XVIIc                                                                                                | 285, 289–300, 221–230                                      |                              | 1C h2                    | 1906–1909                                                   | Floridsdorf | BBÖ 460, ÖBB 454 |                                                                           |
| 560.01–34 560.51–71                                                             | StEG 37.0 StEG 37.5                                                                                       | 3701–3734 3751–3771                                        |                              | 1C n2 1C n2v             | 1899–1906 1900–1902                                         | StEG | ČSD 344.3, FS 607 ČSD 334.2, FS 607, ČSD 344.1 |                                                                           |
| 660.01–10                                                                       | StEG 38.5                                                                                                 | 3851–3860                                                  |                              | 1C n3v                   | 1905                                                        | StEG | BBÖ 660, ČSD 344.2, ČSD 344.3, ČSD 344.1 |                                                                           |
| 760.01–43                                                                       | StEG 38.0                                                                                                 | 3801–3843                                                  |                              | 1C h2                    | 1906–1909                                                   | StEG | ČSD 344.1 |                                                                           |
| 61.01–05                                                                        | KEB 0 | 175–179                                                    |                              | C n2t                    | 1873                                                        | Hartmann | BBÖ 61 |                                                                           |
| 62.01–08 62.09–10                                                               | KRB III Dniester Bahn                                                                                     | 76–90 1–2                                                  | FOHNSDORF CHYRÓW             | C n2t                    | 1872                                                        | Krauss/München | BBÖ 62 | UN aus kkStB 6001–6002                                                    |
| 162.01–04 162.05–12 162.14–15 162.16–20 162.21–23 162.24–30 162.41–42 162.43–45 | ÖNWB BNB VIa LB Castalowitz–Reichenau–Solnitz ÖNWB LB Starkenbach/Martinitz–Rochlitz RGTE KFNB IX BNB VIa | 1A–4A 111–117, 121 1S–2S 451–455 11G–15G 904", 920 118–120 | RYCHNOV EMIL MÜLLER WILHELM  | C n2t                    | 1890–1891 1896–1905 1893 1895 1899 1894–1909 1895 1904–1905 | Wr. Neustadt Wr. Neustadt, BMMF Floridsdorf Krauss/Linz Krauss/Linz BMMF                                                | ČSD 313.4 |                                                                           |
| 262.01–03                                                                       | ÖNWB | 1M–3M                                                      | MĚLNIK                       | C n2t                    | 1897–1903                                                   | Krauss/Linz, BMMF | ČSD 311.4 |                                                                           |
| 362.01–13                                                                       | BNB VI | 91–103                                                     |                              | C n2t                    | 1882–1905                                                   | Krauss/München, Krauss/Linz                                                                                             | ČSD 320.1 |                                                                           |
| 462.01                                                                          | StEG |                                                            | KORITSCHAN                   | C n2t                    | 1907                                                        | Floridsdorf | ČSD 302.0 |                                                                           |
| 63.01–10                                                                        | KRB III                                                                                                   | 110–128                                                    | TERGLOU                      | C n2t                    | 1874                                                        | SLM | BBÖ 63 |                                                                           |
| 163.01–04 163.05–11 163.12–21 163.22–25 163.26–51                               | ÖNWB Xb ÖNWB Xa ÖNWB Xc ÖNWB Xd ÖNWB Xe                                                                   | 508–511 501–507 512–521 551–554 522–541, 561–566           |                              | C n2t                    | 1881 1882 1884 1890 1891–1901                               | Floridsdorf Schwartzkopff StEG Floridsdorf , StEG                                                                       | ČSD 314.2 |                                                                           |
| 64.01                                                                           | BLB |                                                            | GOESS                        | C n2vt                   | 1897                                                        | Krauss/Linz | ČSD 313.7 |                                                                           |
| 164.01                                                                          | BLB |                                                            | KONRAD HOHENLOHE             | C h2t                    | 1906                                                        | Krauss/Linz | |                                                                           |
| 264.01–03                                                                       | BLB |                                                            | KOCHANOWSKI                  | C n2vt                   | 1907                                                        | StEG | |                                                                           |
| 364.01–04                                                                       | BLB |                                                            | STRONAR                      | C h2t                    | 1908–1913                                                   | Krauss/Linz | |                                                                           |
| 464.01–03                                                                       | BLB |                                                            | PFLAUM                       | C h2t                    | 1909–1913                                                   | Krauss/Linz | |                                                                           |
| 564.01–03                                                                       | KFNB IX                                                                                                   | 909–911                                                    | PAWLOWITZ                    | C n2vt                   | 1897                                                        | Krauss/Linz | ČSD 313.5 |                                                                           |
| 65.01                                                                           | KRB | 58                                                         | KALWANG                      | C1 n2t                   | 1871                                                        | Maffei | | 1901 Umbau aus kkStB 3429                                                 |
| 265.01–02                                                                       | BNB VIb                                                                                                   | 126–127                                                    |                              | C1 n2t                   | 1907                                                        | BMMF | ČSD 312.7 |                                                                           |
| 66.01–37                                                                        | KFNB X | 35–71                                                      |                              | C n2t                    | 1898–1908                                                   | StEG | ČSD 314.3, PKP TKh17 |                                                                           |
| 166.01–40                                                                       | StEG 32                                                                                                   | 3201–3240                                                  |                              | C n2t                    | 1882–1892                                                   | StEG, Hanomag | BBÖ 166, ČSD 334.5 |                                                                           |
| 67.01–04                                                                        | KFNB VI                                                                                                   | 387–390                                                    | MICHALKOWITZ                 | C n2t                    | 1873                                                        | Wr. Neustadt | ČSD 304.0 |                                                                           |
| 167.01–02                                                                       | KFNB VI                                                                                                   | 385–386                                                    | HERMENEGILD                  | C n2t                    | 1880                                                        | Floridsdorf | ČSD 304.1 |                                                                           |
| 69.01–18                                                                        | |                                                            |                              | C1zz n2t                 | 1890–1908                                                   | Floridsdorf | BBÖ 69, ÖBB 97 |                                                                           |
| 169.50–52                                                                       | RGTE | 21G–23G                                                    | DESSENDORF                   | D1zz n4t                 | 1901                                                        | Floridsdorf | ČSD 404.0 | UN aus kkStB 69.50–52                                                     |
| 269.01–03                                                                       | |                                                            |                              | Fzz n4t                  | 1913                                                        | Floridsdorf | BBÖ 269, ÖBB 197 |                                                                           |
| 70.01–24                                                                        | KEB V | 166–174, 189–203                                           | LIEZEN                       | D n2                     | 1873–1875                                                   | Hartmann, Siegl/Wien, Floridsdorf                                                                                       | BBÖ 70, ČSD 402.0 |                                                                           |
| 170.01–645                                                                      | |                                                            |                              | 1D n2v                   | 1897–1918                                                   | Wr. Neustadt, Floridsdorf, StEG, BMMF, Breitfeld & Danek                                                                | BBÖ 170, ČSD 434.0, FS 729, JDŽ 24, PKP Tr11, MPS Тр11, ÖBB 56, GKB 56                                                                            |                                                                           |
| 270.01–08                                                                       | |                                                            |                              | 1D h2                    | 1917–1918                                                   | BMMF | ČSD 434.1, MÁV 403 |                                                                           |
| 470.01–12                                                                       | |                                                            |                              | 1D1 h4v                  | 1914–1918                                                   | Floridsdorf | BBÖ 470, BBÖ 670, ÖBB 39 |                                                                           |
| 71.01–08                                                                        | EPPK | 51–58                                                      |                              | D n2                     | 1876–1881                                                   | Floridsdorf, Wr. Neustadt                                                                                               | ČSD 401.1 |                                                                           |
| 171.01–20 171.21–28 171.29–62                                                   | ÖNWB VIIa LCJE IVf ÖNWB VIIb,c,d,e                                                                        | 321–340 70–77 341–374                                      | MICHELANGELO DNIESTER CANOVA | D n2                     | 1873 1876–1877 1874–1883                                    | Sigl/Neustadt Floridsdorf , Esslingen, Wr. Neustadt                                                                     | ČSD 411.0, MÁV 459 ČSD 411.0 ČSD 411.0, MÁV 459                                                                                                   |                                                                           |
| 271.01–06                                                                       | SNDVB/ÖNWB VI                                                                                             | 301–306                                                    | CARL IV.                     | D n2                     | 1872–1873                                                   | Floridsdorf | ČSD 411.1 |                                                                           |
| 571.01–73                                                                       | StEG 42                                                                                                   | 4201–4273                                                  | TETSCHITZ                    | D n2                     | 1868–1875                                                   | StEG | BBÖ 571, ČSD 401.1 |                                                                           |
| 72.01–10                                                                        | KFJB | 131–140                                                    |                              | D n2                     | 1883                                                        | Floridsdorf | ČSD 403.0 |                                                                           |
| 73.01–454                                                                       | |                                                            |                              | D n2                     | 1885–1909                                                   | Floridsdorf, Wr. Neustadt, Krauss/Linz, StEG, BMMF                                                                      | BBÖ 73, ČSD 414.0, FS 424, JDŽ 133, PKP Tp15, MPS Тп15, ÖBB 55                                                                                    |                                                                           |
| 74.01–06                                                                        | BNB Va | 151–156                                                    |                              | D n2                     | 1903–1908                                                   | Wr. Neustadt | ČSD 414.1 |                                                                           |
| 174.01–20 174.500–523                                                           | |                                                            |                              | D n2 D t2                | 1906–1914 1908–1911                                         | Floridsdorf Wr. Neustadt, Floridsdorf, StEG, BMMF                                                                       | BBÖ 174, ČSD 414.2, PKP Tp17 |                                                                           |
| 75.01–06                                                                        | StEG 43                                                                                                   | 4301–4306                                                  |                              | D n2                     | 1890                                                        | StEG | ČSD 414.3 |                                                                           |
| 175.01–19                                                                       | StEG 44                                                                                                   | 4401–4419                                                  |                              | D h2                     | 1894–1900                                                   | StEG | ČSD 414.4 |                                                                           |
| 76.01–04                                                                        | kkStB IV                                                                                                  | 501–504                                                    |                              | D n2                     | 1884                                                        | Wr. Neustadt | BBÖ 76 |                                                                           |
| 176.15–19                                                                       | BWB V |                                                            | HERKULES                     | D n2                     | 1881–1888                                                   | Wr. Neustadt | ČSD 403.1 |                                                                           |
| 77.01–08                                                                        | PDE |                                                            | KLOSTERGRAB                  | D n2                     | 1884–1886                                                   | Floridsdorf | ČSD 403.2 |                                                                           |
| 7801–7805 78.10–11                                                              | kkStB V II RGTE                                                                                           | 1G–2G                                                      | MAFFERSDORF                  | D n2t                    | 1884 1888                                                   | Krauss/München Wr. Neustadt                                                                                             | ČSD 400.0 |                                                                           |
| 178.01–213                                                                      | |                                                            |                              | D n2vt                   | 1900–1918                                                   | Krauss/Linz, Floridsdorf, StEG, BMMF, Wr. Neustadt                                                                      | BBÖ 178, ČSD 422.0, PKP TKp11, FS 893, JDŽ 52, ÖBB 92, MPS ТКп11, SZD Тъ-22, WLB 71                                                               |                                                                           |
| 278.01–08                                                                       | |                                                            |                              | D h2vt                   | 1909–1911                                                   | Krauss/Linz | PKP TKp12 |                                                                           |
| 378.01–04                                                                       | StEG 41                                                                                                   | 4101–4104                                                  |                              | D n2t                    | 1880–1881                                                   | StEG | ČSD 403.3 |                                                                           |
| 478.01–19 478.20–21 478.22–23                                                   | StEG 400 Brandeis–Neratowitz                                                                              | 40001–40019                                                | BRANDEIS                     | D n2t                    | 1885–1907 1899 1912                                         | StEG | ČSD 400.1 |                                                                           |
| 79.01–02                                                                        | Arlbergbahn                                                                                               |                                                            |                              | D2 n2t                   | 1884–1885                                                   | Floridsdorf | BBÖ 79 |                                                                           |
| 179.01–16                                                                       | StEG 40                                                                                                   | 4001–4016                                                  |                              | 1D n2t                   | 1908–1909                                                   | StEG | ČSD 421.0 |                                                                           |
| 80.01–36 80.100–203 80.900–2911                                                 | |                                                            |                              | E h2v E h2               | 1909–1910 1911–1915 1911–1918                               | Floridsdorf, StEG, Wr. Neustadt Wr. Neustadt, StEG, Breitfeld & Danek Wr. Neustadt, Breitfeld & Danek, StEG, BMMF       | BBÖ 80, FS 475, JDŽ 28, ÖBB 157, PKP Tw12 BBÖ 80, FS 475, JDŽ 28, ÖBB 157, PKP Tw12 BBÖ 80, ČSD 524.0, FS 476, JDŽ 28, PKP Tw12, MPS Тв12, ÖBB 57 |                                                                           |
| 180.01–181 180.500–557                                                          | |                                                            |                              | E n2v E t2v              | 1900–1908 1907–1910                                         | Floridsdorf, StEG, BMMF, Wr. Neustadt Floridsdorf, Wr. Neustadt                                                         | BBÖ 180, ČSD 523.0, FS 477, JDŽ 135, PKP Tw11 BBÖ 180, ČSD 523.0 (ČSD 524.2), FS 477, JDŽ 135, PKP Tw11, MPS Тв11                                 |                                                                           |
| 280.01–03                                                                       | |                                                            |                              | 1E t4v                   | 1906–1907                                                   | StEG | BBÖ 280 |                                                                           |
| 380.01–02 380.100–125                                                           | |                                                            |                              | 1E h4v                   | 1909 1911–1914                                              | StEG , Wr. Neustadt, Floridsdorf                                                                                        | FS 479 BBÖ 380, FS 479, JDŽ 07 |                                                                           |
| 100.01                                                                          | |                                                            |                              | 1F h4v                   | 1911                                                        | Floridsdorf | BBÖ 100 |                                                                           |

### Leichte Lokomotiven
| Leichte Lokomotiven                                                  | Leichte Lokomotiven                               | Leichte Lokomotiven                   | Leichte Lokomotiven    | Leichte Lokomotiven | Leichte Lokomotiven                               | Leichte Lokomotiven                                                                             | Leichte Lokomotiven                                                    | Leichte Lokomotiven                                 |
| kkStB-Bez.                                                           | Herkunft                                          | Nummer                                | Erster Name            | Bauart              | Baujahr                                           | Hersteller                                                                                      | Verbleib                                                               | Bemerkungen                                         |
| -------------------------------------------------------------------- | ------------------------------------------------- | ------------------------------------- | ---------------------- | ------------------- | ------------------------------------------------- | ----------------------------------------------------------------------------------------------- | ---------------------------------------------------------------------- | --------------------------------------------------- |
| 83.01–02, 11, 16, 21–26 83.31–33 83.36–37 83.51 8361–8362            | ÖLEG BLB Kremstalbahn NÖSWB ÖLEG A                | 012–014 1–6                           | ALESANI KLAUS          | B n2t               | 1877–1884 1884 1887 1879 1882–1883                | Krauss/München, Floridsdorf, Krauss/Linz Krauss/Linz Krauss/Linz Krauss/München Krauss/München  | ČSD 200.0                                                              | 1892 UN aus kkStB 8501                              |
| 183.01–04                                                            | ÖLEG B                                            | 7–10                                  |                        | B n2t               | 1881                                              | Floridsdorf                                                                                     |                                                                        |                                                     |
| 283.01–02                                                            | StEG 200                                          | 20001–20002                           |                        | B n2t               | 1884                                              | Hagans                                                                                          |                                                                        |                                                     |
| 383.01                                                               | BCB IIH                                           |                                       | JIČIN                  | B n2t               | 1880                                              | Hagans                                                                                          |                                                                        |                                                     |
| 8401–04 8441–43                                                      | ÖLEG D MSCB                                       | 301–304 30–32                         |                        | B n2t               | 1883                                              | Krauss/München Floridsdorf                                                                      |                                                                        |                                                     |
| 8500 8501 85.02–07 85.08–09 85.10 85.11–14, 05″                      | KRB NÖSWB EAB KFNB IX BCB IIS                     | 1C 2C–7C 902                          | HARTIG KROMĚŘIŽ LIBAŇ  | B n2t               | 1871 1879 1880 1882 1881                          | Wöhlert Krauss/München Wr. Neustadt Wr. Neustadt Wr. Neustadt Wr. Neustadt                      | BBÖ 85                                                                 | 1892 UN kkStB 8351                                  |
| 185.01                                                               |                                                   |                                       |                        | B n2vt              | 1903                                              | Krauss/Linz                                                                                     |                                                                        |                                                     |
| 86.01–03                                                             |                                                   |                                       |                        | B n2vt              | 1905–1907                                         | Krauss/Linz                                                                                     | PKP TKb14, JDŽ 161                                                     |                                                     |
| 87.01–04                                                             | PDE                                               |                                       | SWOLENOWES             | B n2t               | 1880–1883                                         | Wr. Neustadt, Krauss/Linz                                                                       | ČSD 220.0                                                              |                                                     |
| 88.06–52                                                             |                                                   |                                       |                        | B n2t               | 1882–1885                                         | Krauss/Linz                                                                                     | BBÖ 88, ČSD 222.0, FS 809                                              |                                                     |
| 188.01–04                                                            | KEB L                                             | 208–211                               |                        | B n2t               | 1880                                              | Wr. Neustadt                                                                                    |                                                                        | UN aus 8801–8804                                    |
| 288.71–72                                                            | BWB S                                             |                                       | DOBŘICHOWITZ           | B n2t               | 1884                                              | Krauss/München                                                                                  |                                                                        | UN aus 8871–8872                                    |
| 89.01–04                                                             | KTB III                                           |                                       | BAD HALL               | 1B n2t              | 1892–1899                                         | Krauss/Linz                                                                                     | BBÖ 89                                                                 |                                                     |
| 189.01–04                                                            |                                                   |                                       |                        | 1B n2vt             | 1895–1899                                         | Krauss/Linz                                                                                     | BBÖ 189                                                                | 1903 UB aus kkStB Gv                                |
| 289.01–18                                                            | KFNB VII                                          | 1–34                                  | URANUS                 | 1B n2t              | 1847–1853                                         | Haswell                                                                                         | BBÖ 289                                                                |                                                     |
| 389.01–02                                                            | ÖNWB VIII                                         | 481–484                               |                        | B1 n2t              | 1869                                              | Sigl/Wien                                                                                       |                                                                        |                                                     |
| 90.01–02                                                             | MGB                                               | 1–2                                   | HOHENSTADT             | C n2                | 1871                                              | Sigl/Wien                                                                                       |                                                                        |                                                     |
| 91.01–07                                                             | NÖSWB                                             | 1B–7B                                 |                        | C n2                | 1876                                              | WrN                                                                                             | BBÖ 91                                                                 |                                                     |
| 191.01–02                                                            | KFNB IX                                           | 907–908                               | ALEXANDERFELD          | C2 n2t              | 1888                                              | WrN                                                                                             | ČSD 300.0                                                              |                                                     |
| 92.01–16                                                             | tw. NÖSWB                                         | 1A–6A                                 |                        | C n2                | 1876–1889                                         | WrN                                                                                             | BBÖ 92, ČSD 321.0                                                      |                                                     |
| 93.01–05, 11–13 93.11"–12" 93.13"–17" 93.16–18 93.18"–19" 93.20"–21" | ÖLEG F KFNB IX ÖNWB KTB BCB III Kc RGTE           | 501–512 905–906 502L–509L 5G–6G       | LINZ TAXIS REICHENBERG | C n2t B n2t C n2t   | 1880–1883 1881–1883 1881–1902 1881–1883 1882 1888 | Krauss/München, Krauss/Linz Floridsdorf , Krauss/München Krauss/München Krauss/Linz Krauss/Linz | ČSD 300.1 ČSD 300.1 ČSD 300.2                                          | UN kkStB 193 UN kkStB 293                           |
| 193.01–02 193.16–18                                                  | BCB III Ka KTB                                    |                                       | VŠESTAR LINZ           | C n2t               | 1881 1882–1883                                    | Krauss/München Krauss/München                                                                   |                                                                        | UN aus kkStB 93.16–18                               |
| 293.20–21                                                            | RGTE                                              | 5G–6G                                 | REICHENBERG            | C n2t               | 1888                                              | Krauss/Linz                                                                                     | ČSD 300.2                                                              | UN aus kkStB 93.20–21                               |
| 393.01–15                                                            | StEG 30                                           | 3001–3015                             |                        | C n2t               | 1876–1881                                         | StEG                                                                                            | BBÖ 393                                                                |                                                     |
| 493.01–02                                                            |                                                   |                                       |                        | C n2t               | 1911                                              | StEG                                                                                            | ČSD 300.3                                                              |                                                     |
| 94.01–05 94.11–12 94.31–36, 51–53 94.41–43 94.61–65                  | ÖLEG G ÖLEG G BLB, NBLB, LCJE Mühlkreisbahn       | 601–604 605–606                       | PINO POTOCKI URFAHR    | C n2t               | 1882–1883 1882 1886–1899 1891–1903 1888           | Krauss/München Krauss/München Krauss/Linz Floridsdorf Krauss/Linz                               | BBÖ 94                                                                 | UN kkStB 194 UN kkStB 294 UN kkStB 394 UN kkStB 494 |
| 194.01–04                                                            | ÖLEG G                                            | 601–604                               |                        | C n2t               | 1882–1883                                         | Krauss/München                                                                                  |                                                                        | UN aus kkStB 9401–9404                              |
| 294.04–10, 13 294.11–12                                              | Bozen-Meraner Bahn ÖLEG G                         | 1, 5–10 605–606                       | MERAN                  | C n2t               | 1882–1905 1881                                    | Krauss/Linz Krauss/München                                                                      | FS 899″                                                                | UN aus kkStB 9411–9412                              |
| 394.41–47                                                            |                                                   |                                       | POTOCKI                | C n2t               | 1891–1903                                         | Floridsdorf                                                                                     | FS 826, JDŽ 151, PKP TKh14                                             | UN aus kkStB 9441–9447                              |
| 494.61–65                                                            | Mühlkreisbahn                                     |                                       | URFAHR                 | C n2t               | 1888                                              | Krauss/Linz                                                                                     | BBÖ 494                                                                | UN aus kkStB 9461–9465                              |
| 9501–03 95.11–12                                                     | LCJE CLB                                          | 101–102, 104 201–202                  | BOJAN                  | C n2t               | 1865–1884                                         | MW&C, Worcester StEG                                                                            |                                                                        |                                                     |
| 195.01–20                                                            | StEG 300, 310, 320                                | 30001–30003, 31001–31010, 32001–32007 |                        | C n2t               | 1879–1884                                         | Werkst. StEG/Simmering, StEG                                                                    | BBÖ 195, ČSD 300.4                                                     |                                                     |
| 96.01–02 96.03–04 96.05–06 96.07 96.08–12                            | Fehring–Fürstenfeld Kuttenberger LB BNB BCB IIIKb | 1–2 1087K–1088K 90                    | MODŘAN                 | C n2t               | 1885 1889 1882 1881 1881–1883                     | Krauss/München Krauss/Linz Krauss/München Krauss/München Krauss/München                         | BBÖ 96 ČSD 300.5 ČSD 300.5                                             |                                                     |
| 196.01–03                                                            | StEG 330                                          | 33001–33003                           | SCHWECHAT              | C n2t               | 1883                                              | Hagans                                                                                          | BBÖ 196                                                                |                                                     |
| 97.01–25, 51–255                                                     |                                                   |                                       |                        | C n2t               | 1878–1911                                         | Wr. Neustadt, Krauss/Linz, StEG, Floridsdorf, BMMF                                              | BBÖ 97, ČSD 310.0, FS 822, JDŽ 61, PKP TKh12; JDŽ 150, JDŽ 151, ÖBB 89 | 1934–1935: UB von 97.153, 152 in ÖBB 69.01–02       |
| 197.01–43                                                            | KFNB IX                                           | 912–957                               | ANDRYCHAU              | C n2t               | 1888–1905                                         | Wr. Neustadt, Floridsdorf                                                                       | ČSD 310.1, ČSD 310.9; ÖBB 389, PKP TKh14                               |                                                     |
| 397.01 397.02–07                                                     | BMB BCB IIIs                                      | 3                                     | ENGADIN KŘINEC         | C n2t               | 1881 1881–1882                                    | Wr. Neustadt Wr. Neustadt                                                                       | ČSD 310.2                                                              |                                                     |
| 98.01–04                                                             | LCJE                                              | 031–034                               | KNIAZDWOR              | C n2t               | 1886                                              | StEG                                                                                            |                                                                        |                                                     |
| 99.01–69                                                             |                                                   |                                       |                        | 1C n2vt             | 1897–1908                                         | Krauss/Linz, Floridsdorf, BMMF                                                                  | BBÖ 99, ČSD 320.0, FS 876, JDŽ 153; ÖBB 91                             |                                                     |
| 199.01–20                                                            |                                                   |                                       |                        | 1C n2vt             | 1908–1913                                         | Krauss/Linz, StEG                                                                               | BBÖ 199, FS 877; ÖBB 91.1                                              |                                                     |
| 299.01–02                                                            |                                                   |                                       |                        | 1C h2vt             | 1909                                              | Krauss/Linz                                                                                     |                                                                        |                                                     |

### Schmalspurlokomotiven
| Schmalspurlokomotiven | Schmalspurlokomotiven | Schmalspurlokomotiven | Schmalspurlokomotiven | Schmalspurlokomotiven | Schmalspurlokomotiven | Schmalspurlokomotiven | Schmalspurlokomotiven                 | Schmalspurlokomotiven               | Schmalspurlokomotiven |
| kkStB-Bez.            | Spurweite             | Herkunft              | Nummer                | Erster Name           | Bauart                | Baujahr               | Hersteller                            | Verbleib                            | Bemerkungen           |
| --------------------- | --------------------- | --------------------- | --------------------- | --------------------- | --------------------- | --------------------- | ------------------------------------- | ----------------------------------- | --------------------- |
| A.001–010             | 760 mm                |                       |                       |                       | B n2t                 | 1917                  | O&K                                   | ČSD U 25.0                          |                       |
| Cv.1–2 Cv.3–4         | 760 mm                | BLB NBLB              |                       | JANOSZ                | D n2vt                | 1908 1912             | Krauss/Linz Krauss/Linz               | PKP D8; PKP Tx2                     |                       |
| G 1–4                 | 1106 mm               | Linz–Gmunden          | 1–4                   |                       | B n2t                 | 1883                  | Krauss/Linz                           |                                     |                       |
| Gv 1–4                | 1106 mm               |                       |                       |                       | 1B n2vt               | 1895–1899             | Krauss/Linz                           |                                     | UB in kkStB 189       |
| P.1–3                 | 760 mm                |                       |                       |                       | D1 h2t                | 1911                  | Krauss/Linz                           | FS 402                              |                       |
| T.1–5                 | 760 mm                |                       |                       |                       | C1 n2t                | 1898–1902             | Krauss/Linz                           | BBÖ T, JDŽ 187; ÖBB 198             |                       |
| U.1–43                | 760 mm                |                       |                       |                       | C1 n2t                | 1897–1913             | Krauss/Linz, StEG, BMMF, Wr. Neustadt | BBÖ U, ČSD U 37.0, JDŽ 188; ÖBB 298 |                       |
| Uv.1–4                | 760 mm                |                       |                       |                       | C1 n2t                | 1904–1910             | Krauss/Linz                           |                                     |                       |
| Yv.1–3                | 760 mm                |                       |                       |                       | C2 n2vt               | 1896                  | Krauss/Linz                           | BBÖ Yv; ÖBB 598                     |                       |
| Z.1–4                 | 760 mm                | Pinzgauer Lokalbahn   |                       | SIGMUND GRAF THUN     | C n2t                 | 1898                  | Krauss/Linz                           | BBÖ Z                               |                       |

### Dampftriebwagen
| Dampftriebwagen | Dampftriebwagen | Dampftriebwagen | Dampftriebwagen | Dampftriebwagen | Dampftriebwagen   | Dampftriebwagen | Dampftriebwagen               | Dampftriebwagen | Dampftriebwagen |
| kkStB-Bez.      | Spurweite       | Herkunft        | Nummer          | Erster Name     | Bauart            | Baujahr         | Hersteller                    | Verbleib        | Bemerkungen     |
| --------------- | --------------- | --------------- | --------------- | --------------- | ----------------- | --------------- | ----------------------------- | --------------- | --------------- |
| 1.001–002       | 1435 mm         | BNB             |                 |                 | A1 n2v            | 1904            | Ringhoffer/Prag, Komarek/Wien | ČSD M 124.0     |                 |
| 1.101           | 1435 mm         |                 |                 |                 | A1 n2v            | 1905            | Rohrbacher, Komarek/Wien      | BBÖ 1.1         |                 |
| 1.201–202       | 1435 mm         |                 |                 |                 | A1 n2v / 1A1 n2v  | 1903–1904       | Ringhoffer/Prag, Komarek/Wien |                 | 1916: UB Ci     |
| 1.301–302       | 1435 mm         |                 |                 |                 | B2 h2 (UB 1B2 h2) | 1909            | Königsfeld, Komarek/Wien      | ČSD M 212.0     |                 |
| 1.401           | 1435 mm         |                 |                 |                 | B2 n2v            | 1908            | Ringhoffer/Prag, Komarek/Wien | ČSD M 223.0     |                 |
| 2.001           | 1435 mm         |                 |                 |                 | A1 h2             | 1904            | Ringhoffer/Prag, Esslingen    | ČSD M 113.0     |                 |
| 3.001 3.002     | 1435 mm         | ÖNWB IXa KFNB   | 401 901         | FÜRSTENBERG     | A1 n2t            | 1879 1880       | Floridsdorf                   |                 |                 |
| 4.001–008       | 1435 mm         | ÖNWB IXb        | 402–410         |                 | A1 n2t            | 1880            | Floridsdorf                   | ČSD M 112.0     |                 |
| 1/s.001         | 760 mm          |                 |                 |                 | A1 n2v            | 1903            | Rohrbacher, Komarek/Wien      | BBÖ 1/s.0       |                 |

### Schlepptender
| Schlepptender                                           | Schlepptender                                         | Schlepptender                    | Schlepptender | Schlepptender                                     | Schlepptender | Schlepptender                                       | Schlepptender              |
| kkStB-Bez.                                              | Herkunft                                              | Nummer                           | Achsen        | Baujahr                                           | Hersteller | Verbleib                                            | Bemerkungen                |
| ------------------------------------------------------- | ----------------------------------------------------- | -------------------------------- | ------------- | ------------------------------------------------- | --- | --------------------------------------------------- | -------------------------- |
| 1.01–13                                                 | NÖSWB                                                 | 1–6A, 1–7B                       | 2             | 1876–1877                                         | Wr. Neustadt |                                                     | 1892: UN kkStB 3           |
| 2.01–02                                                 | MGB                                                   | 1–2                              | 2             | 1871                                              | Sigl/Wien |                                                     |                            |
| 3.01–13 3.14–23                                         | NÖSWB                                                 | 1–6A, 1–7B                       | 2             | 1876–1877 1887–1889                               | Wr. Neustadt Wr. Neustadt | BBÖ 3, ČSD 107.0                                    | UN aus kkStB 1             |
| 4.01–08                                                 | MGB                                                   | 3–10                             | 2             | 1873                                              | Floridsdorf, Wr. Neustadt | ČSD 307.0                                           |                            |
| 5.01–08                                                 | PDE                                                   |                                  | 2             | 1884–1886                                         | Floridsdorf, Ringhoffer | ČSD 108.0                                           |                            |
| 601–606                                                 | Dniester Bahn                                         | 3–8                              | 2             | 1872                                              | Krauss/Linz |                                                     |                            |
| 7.01–28, 31–60                                          | StEG 23, 23.5, 24                                     | 2301–2326, 2351–2352, 2401–2430  | 2             | 1883–1896                                         | Hannover, StEG | BBÖ 7, ČSD 110.0                                    |                            |
| 8.01–07 8.08–21, 96–98 8.22–95, 99–118                  | KRB MSCB KFNB H2                                      | 130–142 1–14 3,…                 | 2             | 1874–1877 1872–1892 1871–1880                     | Floridsdorf StEG, Wr. Neustadt, Floridsdorf                                                                                                | ČSD 309.0 BBÖ 8, ČSD 309.0 BBÖ 8, ČSD 309.0         |                            |
| 9.01                                                    |                                                       |                                  | 2             | 1900                                              | Floridsdorf | BBÖ 9                                               |                            |
| 10.01–189                                               | KEB                                                   | 1–189                            | 3             | 1858–1875                                         | Günter, StEG, Sigl/Wien, Hartmann, Wr. Neustadt, Floridsdorf                                                                               | BBÖ 10, ČSD 508.0                                   | tw. UB in kkStB 31         |
| 11.01–09                                                | SNDVB IV                                              | 9, 101–108                       | 3             | 1858–1859                                         | Ringhoffer | ČSD 108.1                                           |                            |
| 12.01–12 12.13–24                                       | Tarnów–Leluchówer Staatsbahn Rakonitz–Protivíner Bahn | 1–12 201–212                     | 3             | 1875 1875–1876                                    | Ringhoffer StEG, Wr. Neustadt, Floridsdorf                                                                                                 | BBÖ 12 ČSD 509.0                                    | 1905: UN aus kkStB 17      |
| 13.01–115 13.116–118                                    | KFJB ÖNWB Va                                          | 1–115 133–135                    | 3             | 1868–1880 1869                                    | Ringhoffer, Sigl/Wien, Floridsdorf, Wr. Neustadt Sigl/Wien                                                                                 | BBÖ 13, ČSD 309.1                                   |                            |
| 14.01–62                                                | BNB A                                                 | 1–73                             | 3             | 1865–1900                                         | Ringhoffer, Sigl/Wien, Wr. Neustadt | ČSD 309.2                                           |                            |
| 15.01–06                                                | Dalmatiner Staatsbahn                                 | 1–6                              | 3             | 1877                                              | Wr. Neustadt |                                                     |                            |
| 16.01–50                                                |                                                       |                                  | 3             | 1884–1885                                         | Ringhoffer, Borsig |                                                     |                            |
| 1701–1712                                               | Rakonitz–Protivíner Bahn                              | 201–212                          | 3             | 1875–1876                                         | StEG, Wr. Neustadt, Floridsdorf |                                                     | 1905: UN in kkStB 12.13–24 |
| 18.01–10                                                | Istrianer Staatsbahn                                  | 101–110                          | 3             | 1875–1876                                         | Floridsdorf, Mödlinger Lokomotivfabrik | BBÖ 18                                              |                            |
| 19.01–36                                                | EPPK                                                  | 1–36                             | 3             | 1872–1876                                         | Sigl/Wien, Ringhoffer | ČSD 409.0                                           |                            |
| 20.01–194                                               | CLB                                                   |                                  | 3             | 1859–1878                                         | Sigl/Wien, Sigl/Wr. Neustadt, StEG, Neilson & Co., Ringhoffer, Esslingen                                                                   | BBÖ 20                                              |                            |
| 21.01–06                                                | SNDVB VI                                              | 301–306                          | 3             | 1872                                              | Floridsdorf | ČSD 309.3                                           |                            |
| 22.01–38                                                | BWB                                                   | 1–38                             | 3             | 1861–1885                                         | Ringhoffer, Simmering, Werkstätte Pilsen                                                                                                   | BBÖ 22, ČSD 509.1                                   |                            |
| 23.01–08 23.09–10 23.11–160                             | LCJE MSCB ÖNWB IIIa, Vb,c,d,e, VIIa,b,c,d,e           | 70–77 25–26 13,…                 | 3             | 1876 1873 1870–1883                               | Floridsdorf Sigl/N., Hannover, Schwartzkopff, Sigl/Wien, Floridsdorf                                                                       | ČSD 410.0 ČSD 410.0 ČSD 410.0                       |                            |
| 24.01–04                                                | SNDVB IVa,b                                           | 109–112                          | 3             | 1872–1875                                         | Ringhoffer, Floridsdorf | ČSD 209.0                                           |                            |
| 25.01                                                   | ÖNWB Ia                                               | 81                               | 3             | 1874                                              | Sigl/Wr. Neustadt |                                                     |                            |
| 26.01–18, 20                                            | ÖNWB Ib,c,d                                           | 82–100                           | 3             | 1874–1884                                         | Floridsdorf, Wr. Neustadt, StEG | ČSD 310.0                                           |                            |
| 27.01–38                                                | ÖNWB XIa,b, XIII                                      | 201–218, 241–260                 | 3             | 1891–1899                                         | StEG, Floridsdorf | ČSD 411.0                                           |                            |
| 28.01–14                                                | SNDVB IIb,c                                           | 1–8, 10–12, 328, 345, 352        | 3             | 1901–1909                                         | Ringhoffer | BBÖ 28, ČSD 411.1                                   |                            |
| 29.01–24                                                | ÖNWB XIIa,b,c                                         | 661–685                          | 3             | 1891–1896                                         | Floridsdorf | ČSD 412.0                                           |                            |
| 30.01–25                                                | PDE                                                   | 1–25                             | 3             | 1872–1883                                         | Ringhoffer | ČSD 510.0                                           |                            |
| 31.01–27 31.28–97                                       | Arlbergbahn tw. UB kkStB 10                           |                                  | 3             | 1858–1885                                         | Wr. Neustadt, Krauss/Linz, Floridsdorf Günther, StEG, Sigl/Wien, Hartmann, Floridsdorf, Wr. N.                                             | BBÖ 31, ČSD 412.2 BBÖ 31, ČSD 412.2                 |                            |
| 33.01–34                                                | DBE                                                   | 1–34                             | 3             | 1871–1882                                         | Ringhoffer, Sigl/Wr. Neustadt, Sigl/Wien, Wr. Neustadt, StEG                                                                               | ČSD 412.3                                           |                            |
| 34.01–13 34.21–39                                       | Vorarlberger Bahn CLB B                               | 1–9, 17–20 9,…                   | 3             | 1872–1876 1861–1885                               | Krauss/München, StEG Ringhoffer, Wr. Neustadt                                                                                              | BBÖ 34 BBÖ 34, ČSD 510.1                            |                            |
| 35.01–97 35.98–99                                       | KRB LCJE                                              | 1,… 020–021                      | 3             | 1868–1884 1889                                    | Sigl/W., Wst. Sim., Sigl/N., Kr./Mü, Maff., Flor., Mödl., Wr. N. StEG                                                                      | BBÖ 35, ČSD 410.1                                   |                            |
| 36.01–299, 301–656                                      |                                                       |                                  | 3             | 1885–1896                                         | Wr. Neustadt, StEG, Ringhoffer, Floridsdorf                                                                                                | BBÖ 36, ČSD 312.0; ÖBB 9036                         |                            |
| 37.01–212                                               | StEG 33, 34, 35, 38, 42                               | 3301, …                          | 3             | 1866–1904                                         | StEG | BBÖ 37, ČSD 309.4; ÖBB 9037                         |                            |
| 38.01–25                                                | StEG 43, 44                                           | 4301–4306, 4401–4419             | 3             | 1890–1900                                         | StEG | ČSD 312.1                                           |                            |
| 39.01–10                                                | KFJB                                                  | 131–140                          | 3             | 1883–1884                                         | Ringhoffer | ČSD 212.0                                           |                            |
| 40.01–16 40.17 40.18–24 40.25–39 40.40–43 40.44–54      | EAB UN aus 3801 UWB EUGE LCJE                         | 1–16 3801 4–6, 9, 43–45 8,… 64,… | 3             | 1873–1874 1872 1872–1873 1872–1885 1889 1872–1874 | Sigl/Wr. Neustadt Sigl/Wr. Neustadt Sigl/Wr. Neustadt, Sigl/Wien Sigl/Wr. Neustadt, Wr. Neustadt Wr. Neustadt Sigl/Wr. Neustadt, Sigl/Wien | BBÖ 40                                              |                            |
| 41.01–05                                                | BWB                                                   | 42–46                            | 3             | 1882–1888                                         | Ringhoffer | ČSD 611.0                                           |                            |
| 42.01–08                                                | BNB B                                                 | 50–51, 59–62, 69–70              | 3             | 1889–1899                                         | Floridsdorf, Wr. Neustadt | ČSD 310.1                                           |                            |
| 43.01–05                                                | KFNB A                                                | 283–286, 858                     | 3             | 1863                                              | Sigl/Wr. Neustadt |                                                     |                            |
| 44.01–17                                                | KFNB F                                                | 65, 287–304                      | 3             | 1865–1867                                         | StEG, Sigl/Wr. Neustadt, Werkstätte Simmering                                                                                              | BBÖ 44, ČSD 508.1                                   |                            |
| 45.01–99                                                | KFNB G                                                | 112,…                            | 3             | 1867–1872                                         | Sigl/Wr. Neustadt, Avonside, StEG, Hannover, Wr. Neustadt                                                                                  | BBÖ 45, ČSD 410.4                                   |                            |
| 46.01–78                                                | KFNB L                                                | 184,…                            | 3             | 1884–1889                                         | Ringhoffer, Wr. Neustadt, Krauss/Linz, StEG, Floridsdorf                                                                                   | BBÖ 46, ČSD 210.0                                   |                            |
| 47.01–235                                               | KFNB M                                                | 511–745                          | 3             | 1890–1904                                         | Wr. Neustadt, Floridsdorf, StEG, Ringhoffer                                                                                                | BBÖ 47, ČSD 412.4, JDŽ 130; ÖBB 9047                |                            |
| 48.01–12                                                | KFNB N                                                | 213–224                          | 3             | 1891–1893                                         | Floridsdorf | ČSD 412.5                                           |                            |
| 49.01–10                                                | ÖNWB XIIb,c, XVIIa,b                                  | 261–268, 281–282                 | 3             | 1901–1902                                         | Floridsdorf | BBÖ 49; ÖBB 9049                                    |                            |
| 51.01–18                                                | ÖNWB XIVa,b                                           | 601–605, 611–623                 | 3             | 1896–1903                                         | StEG | ČSD 415.1                                           |                            |
| 52.01–08                                                | ÖNWB XVIb                                             | 701–708                          | 3             | 1901                                              | StEG | ČSD 315.0                                           |                            |
| 53.01–08                                                | ÖNWB XVIII, XIX                                       | 751–754, 776–779                 | 3             | 1904–1905                                         | StEG | ČSD 415.2                                           |                            |
| 54.01–22                                                | ÖNWB, SNDVB XVIIc                                     | 289–300, 221–230                 | 3             | 1908                                              | Floridsdorf | BBÖ 54; ÖBB 9054                                    |                            |
| 55.01–06                                                | ÖNWB XIVb                                             | 624–629                          | 3             | 1909                                              | StEG | ČSD 417.0                                           |                            |
| 56.01–342                                               |                                                       |                                  | 3             | 1894–1908                                         | Floridsdorf, Wr. Neustadt, Ringhoffer, StEG, BMMF, Lipiński, Bromovský                                                                     | BBÖ 56, ČSD 517.0, PKP 17 C 11; ÖBB 9056            |                            |
| 156.01–1425, 1432–1472, 1533–1569, 1598–1642, 1800–1842 |                                                       |                                  | 3             | 1910–1918                                         | Floridsdorf, BMMF, Ringhoffer, Wr. Neustadt, StEG, Lipiński, Breitfeld & Danek                                                             | BBÖ 156, ČSD 516.0; ÖBB 9156                        |                            |
| 256.01                                                  |                                                       |                                  | 3             | 1915                                              | Wr. Neustadt | BBÖ 256; ÖBB 9256                                   |                            |
| 57.01                                                   |                                                       |                                  | 3             | 1908                                              | Floridsdorf | ČSD 517.0104                                        | 1910: UN kkStB 56.342      |
| 58.01–08                                                | KFNB Q                                                | 1001–1008                        | 3             | 1907                                              | Wr. Neustadt | ČSD 716.0                                           |                            |
| 66.01–369                                               |                                                       |                                  | 3             | 1896–1913                                         | Ringhoffer, Wr. Neustadt, StEG, Floridsdorf, Werkstätte Gmünd, Bromovský, BMMF                                                             | BBÖ 66, ČSD 412.3, PKP 12 C 13; ÖBB 9066            |                            |
| 67.01–06                                                | BNB D                                                 | 101–106                          | 3             | 1903                                              | Ringhoffer | ČSD 312.2                                           |                            |
| 70.01–06                                                | BNB E                                                 | 121–126                          | 3             | 1905–1908                                         | Ringhoffer | ČSD 110.1                                           |                            |
| 71.01–03                                                | BNB C                                                 | 81–83                            | 3             | 1903–1904                                         | Wr. Neustadt | ČSD 414.1                                           |                            |
| 72.01–152                                               | StEG 25, 26, 36.5, 37, 37.5, 38, 38.5, 39             | 2501,…                           | 3             | 1897–1909                                         | StEG | BBÖ 72, ČSD 313.1, ČSD 713.0                        |                            |
| 73.01–10                                                | StEG 36                                               | 3601–3610                        | 3             | 1908                                              | StEG | ČSD 512.0                                           |                            |
| 74.01–57                                                | KFNB O                                                | 225–281                          | 3             | 1895–1908                                         | Wr. Neustadt | BBÖ 74, ČSD 415.0                                   |                            |
| 75.01–11                                                | KFNB P                                                | 801–811                          | 3             | 1902–1903                                         | Wr. Neustadt | ČSD 412.2                                           |                            |
| 76.01–718                                               |                                                       |                                  | 3             | 1897–1910                                         | Wr. Neustadt, StEG, Floridsdorf, Ringhoffer, Lipiński, BMMF                                                                                | BBÖ 76, ČSD 414.0; ÖBB 9076                         |                            |
| 86.01–127                                               |                                                       |                                  | 4             | 1902–1916                                         | Ringhoffer, Floridsdorf, BMMF, Wr. Neustadt, StEG, Breitfeld & Danek                                                                       | BBÖ 86, ČSD 621.0, ČSD 821.0, PKP 21 D 11; ÖBB 9086 |                            |
| 88.01–02                                                |                                                       |                                  | 4             | 1916                                              | StEG | BBÖ 88, ČSD 727.0                                   |                            |

### Wasserwagen
| Wasserwagen                                            | Wasserwagen | Wasserwagen     | Wasserwagen      | Wasserwagen | Wasserwagen                                            | Wasserwagen                                                        | Wasserwagen | Wasserwagen |
| kkStB-Bez.                                             | Spurweite   | Herkunft        | Nummer           | Achsen      | Baujahr                                                | Hersteller                                                         | Verbleib    | Bemerkungen |
| ------------------------------------------------------ | ----------- | --------------- | ---------------- | ----------- | ------------------------------------------------------ | ------------------------------------------------------------------ | ----------- | ----------- |
| 0.01–05 0.06–10 0.11–13 0.21–25 0.26 0.31 0.33 0.41–50 | 1435 mm     | StEG ÖNWB R BNB | 20030,… 29004    | 2 3         | 1887 1876 1877 1854–1884 1881 1894 1869/1912 1882–1905 | Ringhoffer Wr. Neustadt StEG Ringhoffer , kkStB-Werkstätte in Laun |             |             |
| 0.100 0.101–106                                        | 1435 mm     | StEG ÖNWB IV    | 20031 1–6        | 2           | 1846 1858/1896                                         | Speker/Wien Ringhoffer                                             |             |             |
| 0.500 0.501                                            | 1435 mm     | BNB R           | 503202 1200      | 2 3         | 1889                                                   | Ringhoffer                                                         |             |             |
| 0/s.01–04                                              | 760 mm      |                 | 298–299, 251–252 | 2           | 1901–1904                                              | Graz                                                               |             |             |
| 0/s.101–103                                            | 760 mm      |                 | 300–302          | 3           | 1908–1910                                              | Graz                                                               |             |             |

## Elektrolokomotiven
| Elektrolokomotiven | Elektrolokomotiven | Elektrolokomotiven                       | Elektrolokomotiven | Elektrolokomotiven | Elektrolokomotiven | Elektrolokomotiven |
| kkStB-Bez.         | Bauart             | Stromsystem                              | Baujahr            | Hersteller         | Verbleib           | Bemerkungen        |
| ------------------ | ------------------ | ---------------------------------------- | ------------------ | ------------------ | ------------------ | ------------------ |
| 1060.001–009       | 1'C                | Wechselstrom 15.000 V, 15 bzw. 16 2⁄3 Hz | 1911–1912          | Floridsdorf        | BBÖ 1060           |                    |
| 1083.001           | Bo                 | Gleichstrom 1.250 V                      | 1912               | Ringhoffer, ÖSSW   | ČSD E 200.0        |                    |
| 1084.001–002       | Bo                 | Gleichstrom 750 V                        | 1913               | Graz, ÖSSW         |                    |                    |

## Elektrotriebwagen
| Elektrotriebwagen | Elektrotriebwagen | Elektrotriebwagen | Elektrotriebwagen            | Elektrotriebwagen | Elektrotriebwagen            | Elektrotriebwagen                  | Elektrotriebwagen |
| kkStB-Bez.        | Spurweite         | Bauart            | Stromsystem                  | Baujahr           | Hersteller                   | Verbleib                           | Bemerkungen       |
| ----------------- | ----------------- | ----------------- | ---------------------------- | ----------------- | ---------------------------- | ---------------------------------- | ----------------- |
| 20.001–002        | 1435 mm           | Bo                | Gleichstrom 650 V            | 1905              | Graz, ÖSSW                   | Montafonerbahn Cmg 1–2             |                   |
| 21.001–003        | 1435 mm           | Bo                | Gleichstrom 750 V            | 1908              | Graz, AEG                    | Stern & Hafferl 21.150–152         |                   |
| 22.001–003        | 1435 mm           | Bo                | Gleichstrom 1.250 V          | 1911              | Ringhoffer, ÖSSW             | ČSD M 201.0                        |                   |
| 23.001–003        | 1435 mm           | Bo                | Gleichstrom 750 V            | 1913              | Graz, ÖSSW                   |                                    |                   |
| 40.001–004        | 1435 mm           | Bo'Bo'            | Gleichstrom 1400 bzw. 1500 V | 1903–1906         | Ringhoffer, František Křižík | ČSD EM 400.0                       |                   |
| 41/s.001–012      | 1000 mm           | BoBo              | Gleichstrom 750 V            | 1909–1910         | Graz, AEG                    | FS 41/s 001–012, SATP 41/s 001–012 |                   |
| 42/s.001–002      | 1000 mm           | BoBo              | Gleichstrom 750 V            | 1910              | Graz, AEG                    | FS 42/s 001–002, SATP 42/s 001–002 |                   |

## Verbrennungsmotor-Triebwagen
| Verbrennungsmotor-Triebwagen | Verbrennungsmotor-Triebwagen | Verbrennungsmotor-Triebwagen | Verbrennungsmotor-Triebwagen | Verbrennungsmotor-Triebwagen                 | Verbrennungsmotor-Triebwagen | Verbrennungsmotor-Triebwagen |
| kkStB-Bez.                   | Spurweite                    | Bauart                       | Baujahr                      | Hersteller                                   | Verbleib                     | Bemerkungen                  |
| ---------------------------- | ---------------------------- | ---------------------------- | ---------------------------- | -------------------------------------------- | ---------------------------- | ---------------------------- |
| 19.001                       | 1435 mm                      | 1A                           | 1902                         | Ringhoffer/Prag, Austro-Daimler/Wr. Neustadt | 1912: UB Ci                  |                              |